# Xenomugil
Xenomugil is een monotypisch geslacht van straalvinnige vissen uit de familie van de harders (Mugilidae).

## Soort
- Xenomugil thoburni (Jordan & Starks, 1896)